# Cam Ranh Bay
Cam Ranh Bay is een baai en natuurlijke haven in de Zuid-Chinese Zee aan de oostkust van Vietnam tussen de plaatsen Phan Rang en Nha Trang.
Cam Ranh Bay is historisch van belang geweest als marinehaven. In de tijd van Frans Indochina gebruikte Frankrijk Cam Ranh Bay reeds als marinehaven. De Russische Oostzeevloot deed de haven aan in de aanloop naar de Slag bij Tsushima in 1905.
De Japanse Keizerlijke Marine gebruikte na de verovering van Indochina in de Tweede Wereldoorlog de haven in 1942 voor operaties bij de aanval op Malakka en Singapore.
Tijdens de Vietnamoorlog was Cam Ranh Bay een belangrijke Zuid-Vietnamese en Amerikaanse basis. Nadat Noord-Vietnam in 1975 de basis veroverd had werd de basis in gebruik genomen door de Grote-Oceaanvloot van de Sovjet-Unie. Na het uiteenvallen van de Sovjet-Unie zette Rusland het gebruik van de basis voort. In 2002 beëindigde Rusland het gebruik van de basis.